# Marksoby
Marksoby – jezioro w woj. warmińsko-mazurskim, w powiecie szczycieńskim, w gminie Szczytno, leżące na terenie Równiny Mazurskiej. Wschodni brzeg jeziora stanowi granicę z gminą Świętajno.

## Opis
Jest to wąskie i mocno wydłużone jezioro, położone w kierunku północ-południe. Mniej-więcej w 1/3 długości jezioro przewęża się jeszcze bardziej przez charakterystyczny cypel. Powstaje tu złudzenie wzrokowe i patrząc zarówno z północy, jak i z południa, jezioro wydaje się znacznie mniejsze (wygląda, jakby kończyło się na ww. cyplu). Brzeg wschodni jest dość stromy, pozostałe płaskie lub lekko wzniesione. Wzdłuż północnego brzegu biegnie droga krajowa nr 58, która prowadzi ze Szczytna do Babięt i dalej do Mrągowa.
Wędkarsko jezioro zaliczane jest do typu leszczowego. Jezioro jest otwarte poprzez cieki: Kanał Marksobski łączy się z jeziorem Wałpusz; na południu wypływa rzeczka Jerutka (Rozoga), która łączy się w końcu z Narwią. Na terenie całego jeziora i jego brzegów obowiązuje strefa ciszy.

## Dane morfometryczne
Powierzchnia zwierciadła wody według różnych źródeł wynosi od 150,0 ha do 154,6 ha.
Zwierciadło wody położone jest na wysokości 145,9 m n.p.m. lub 146,0 m n.p.m. Średnia głębokość jeziora wynosi 4,6 m, natomiast głębokość maksymalna 10,2 m.
Zlewnia bezpośrednia jeziora to 153 ha.
W oparciu o badania przeprowadzone w 1986 roku wody jeziora zaliczono do II klasy czystości.

## Fauna i flora
Jezioro jest typu leszczowego. Jest czyste, lecz z powodu szerzącego się kłusownictwa oraz rabunkowej gospodarki, ryb nie jest bardzo dużo. Rośliny wodne tworzą łąki podwodne wokół brzegów (moczarka, ramienice).

## Turystyka
W okolicy jeziora znajduje się łącznie kilkaset domków letniskowych, a także kilka pól namiotowych. W 2001 r. powstał tu też ośrodek wypoczynkowy Warszawskich Zakładów Farmaceutycznych "Polfa" SA. Większość domów letniskowych wybudowano dopiero w III Rzeczypospolitej, kiedy to okoliczni rolnicy sprzedali dużą część swoich pól i na terenach tych zezwolono na budowę. Duża część działek jest własnością osób mieszkających poza okolicami Szczytna, wśród nich najwięcej jest mieszkańców Warszawy. Za to większość domów, których właścicielami są okoliczni mieszkańcy wynajmowana jest obcokrajowcom (głównie Niemcom) lub Polakom (głównie z Warszawy).
Istnieje kilka głównych skupisk (osiedli) domków letniskowych, każde złożone przynajmniej z kilkudziesięciu domów:
- Dwa położone na północy, przy wsi Marksewo, na zachód od jeziora: jedno blisko wsi, drugie dalej na południe, za ww. cyplem. Dojazd do obu: Szczytno – Lemany – Stare Kiejkuty – Marksewo, dalej na południe drogą gruntową zaczynającą się we wsi.
- Dwa położone na południu, bliżej wsi Jerutki, na wschód od jeziora. Dojazd do obu: Szczytno – Olszyny – Jerutki, następnie drogą gruntową na północ.

## Hydronimia
Według urzędowego spisu opracowanego przez Komisję Nazw Miejscowości i Obiektów Fizjograficznych (KNMiOF) nazwa tego jeziora to Marksoby. W różnych publikacjach i na mapach topograficznych jezioro to występuje pod nazwą Marksewo identyczną z nazwą wsi Marksewo leżącej nad jego północnym brzegiem, a dawniej mającej tę samą nazwę co jezioro, obie nazwy są używane zamiennie.